# Ottobald von Werthern

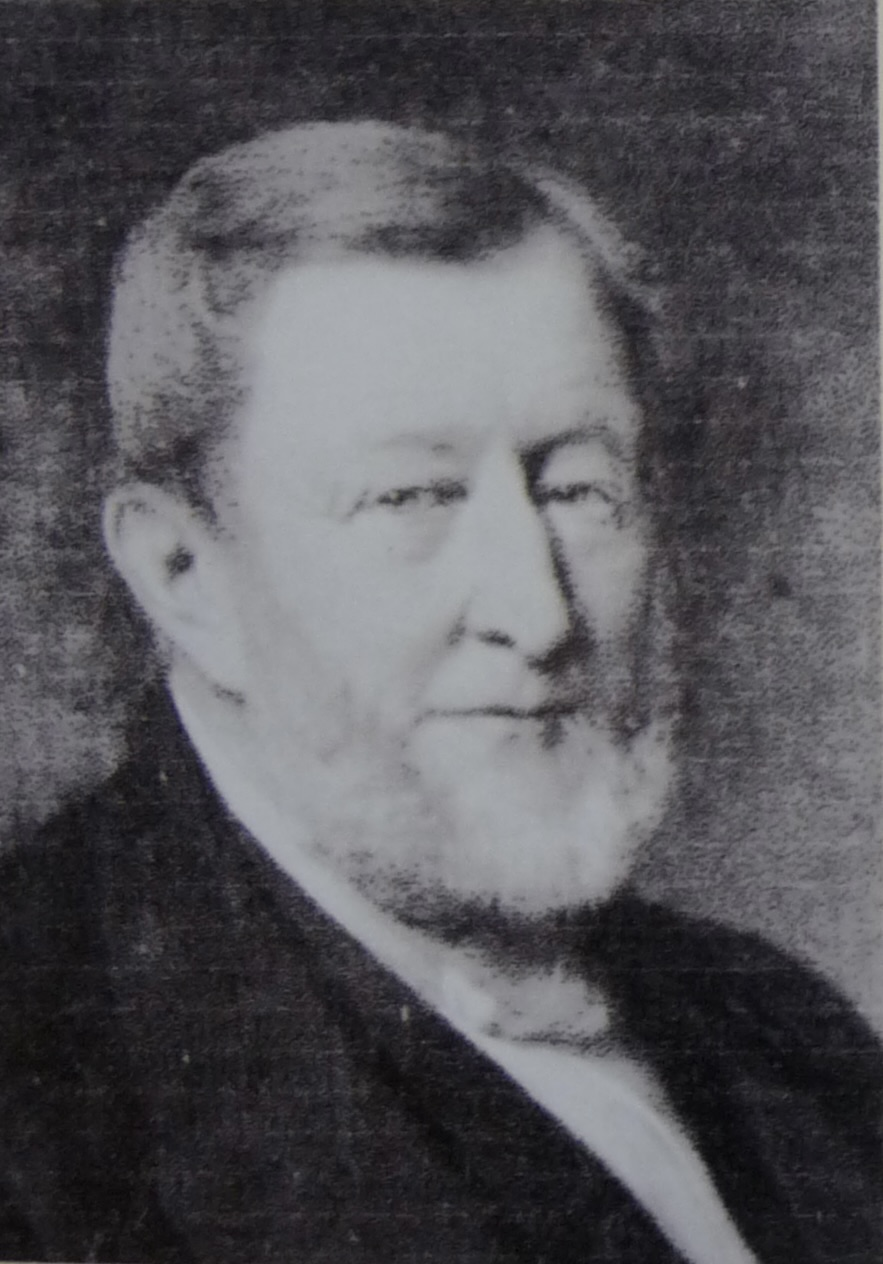
Hans Carl Ottobald von Werthern-Beichlingen

Ottobald Hans Carl Freiherr und Herr von Werthern, seit 1840 Graf und Herr von Werthern-Beichlingen (* 13. Oktober 1794 in Drackendorf; † 10. Mai 1878 in Beichlingen) war ein preußischer Gutsbesitzer und Politiker.

## Leben

### Herkunft und Karriere

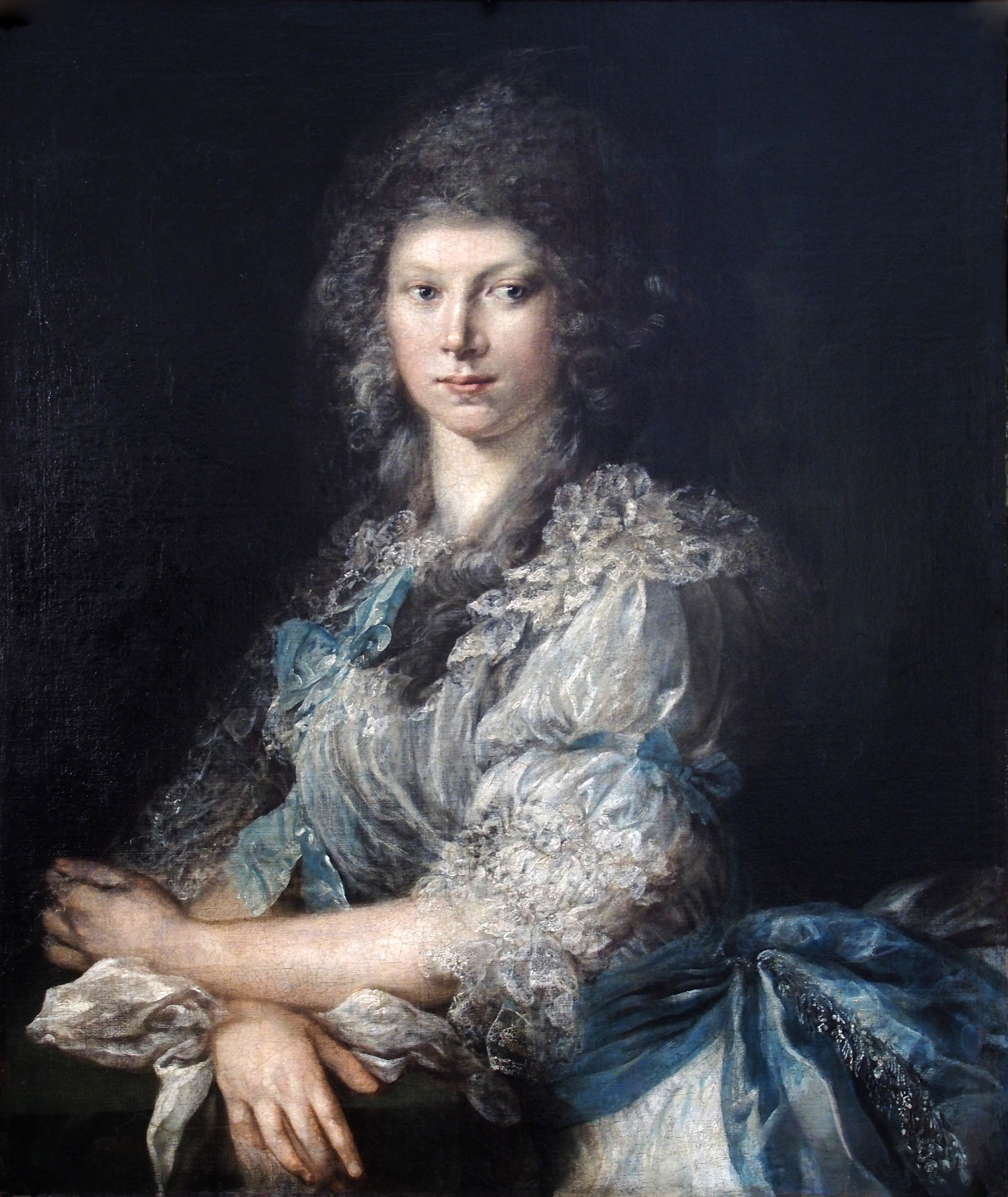
Mutter: Luise Juliane Cecilie Freifrau von Werthern

Ottobald von Werthern entstammte dem thüringischen Adelsgeschlecht Werthern. Er war ältester Sohn von Christian Ferdinand Georg Freiherr von Werthern (1738–1800) und dessen zweiter Ehefrau Juliane Luise Cäcilie, geborene Freiin von Ziegesar (1773–1831), Tochter von August Friedrich Karl von Ziegesar, und damit Oberhaupt der Georg’schen Linie des Hauses Werthern, die 1840 in den in Primogenitur erblichen preußischen Grafenstand erhoben wurde.
Ottobald von Werthern hatte nicht nur von seinem früh verstorbenen Vater Güter in Frohndorf und Kölleda geerbt, sondern auch 1806 aus einer ausgestorbenen Linie der Werthern die Grafschaft Beichlingen mit dem Stammsitz Schloss Beichlingen und Großneuhausen.
Er war großherzoglich-sächsischer Oberkammerherr, königlich preußischer Kammerherr und Prälat, später Domherr des Hochstiftes Naumburg. Seit 1854 (Eintritt 1855) bis zu seinem Tode war er Mitglied des Preußischen Herrenhauses mit einem der Familie zuerkannten erblichen Sitz.

### Ehrungen
Ottobald von Werthern wurden verliehen:
- Großkreuz des Großherzoglichen Hausordens vom Weißen Falken (1853)
- Großkreuz des Sachsen-Ernestinischen Hausordens
- Großkreuz des Albrechts-Ordens
- Ritter des Kaiserlich Russischen St. Annen-Ordens I. Klasse in Brillanten
- Großkreuz II. Klasse des Kaiserlich Russischen St. Wladimir-Ordens
- Großkreuz des Friedrichs-Ordens
- Großkreuzes des Roten Adlerordens mit Eichenlaub
- Komtur des Königlichen Ordens vom Niederländischen Löwen
- Ritter des Königlich Preußischen St. Johanniter-Ordens

## Familie
Aus seiner 1816 geschlossenen Ehe mit Luise, geborene Freiin von Rotberg (1794–1857) entstammten drei Kinder:
- Georg Graf von Werthern-Beichlingen (1816–1895), Diplomat und Herrenhausmitglied;
- Thilo Freiherr und Herr von Werthern (1818–1888), Gutsbesitzer und Herrenhausmitglied;
- Anna Freiin von Werthern (1830–?)